# Steinkreis von Ferntower

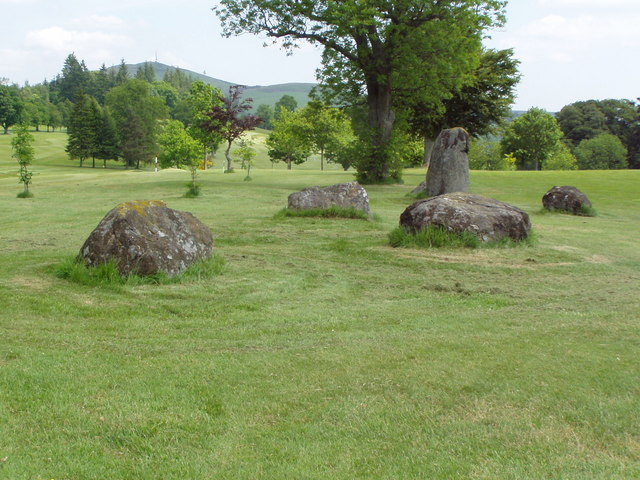
Steinkreis von Ferntower

Der Steinkreis von Ferntower ist ein Vier-Pfosten- oder "Himmelssteinkreis" bei Crieff in Perthshire in Perth and Kinross in Schottland. Der Kreis liegt in der Mitte des Ferntower Golf Course.
Der Steinkreis hat einen Durchmesser von etwa 9,0 Metern, die Steine sind 1,5 bis 1,8 m groß. Zum Kreis gehören zwei Ausreißer (englisch outlier) im Osten. Der mit 2,1 m Höhe besonders große Stein steht noch, der andere ist umgefallen. Da einer der vier Kreissteine bewegt wurde, besteht das Ensemble jetzt aus zwei benachbarten Gruppen von jeweils drei Steinen.
Einer der Kreissteine hat ein Schälchen (englisch cup) auf seiner oberen Fläche in der Nähe eines Bohrloches, das bei dem Versuch eingebracht wurde den Stein zu zerstören.
In England wurde nur ein Himmelsteinkreis (Goatstones) ausgegraben. Der Steinhügel innerhalb der Steinsetzung enthielt eine Feuerbestattung. Bei schottischen Steinkreisen wurden Holzkohle, Knochen und Feuerbestattungen in Kisten oder Gruben festgestellt. Sie stammen in der Regel aus der Bronzezeit. Ein weiteres typisches Beispiel für einen schottischen Kreis mit Outlier ist Glassel in Kincardineshire.